# L'Espelt
L'Espelt és un nucli de població que pertany al municipi d'Òdena, a la comarca de l'Anoia. L'any 2020 tenia 313 habitants.

## Etimologia
El mot Espelt, amb les seves variants espeut, espit, espet, prové de les dues formes germàniques speut i spitus, que designen totes dues una asta de llança, un ast de rostir, i objectes semblants. En un document de 1022 del Cartulari de Sant Cugat aquest terme sembla que es refereix a una part de metall en l'arada, prop de la rella, potser l'espigó: elia cum suo aper, espidi ferreo (potser hauria valgut més separar cum suo aper e spidi ferreo, puix que tant relya com aper són en català pur i, per tant, no és estrany que hi hagi "e" i no la conjunció llatina et). En l'inventari d'Alfons el Magnànim de l'any 1417 tenim, d'altra banda, la forma bàsica speut amb la "M" consonantitzada en /, a la manera de "delme, arrel, malalt", i amb el significat de llança porquera, asta o bastó d'un ferro ample i punxegut que servia per a la caça major. Alcover-Moll suggereix que vingui d'aquest mot el nom del veïnat o llogaret de l'Espelt. Per tant, es tractaria d'una aplicació toponímica i antroponomàstica d'espelt. Joan Coromines sembla defensar aquesta possibilitat tot considerant que en una visita efectuada a l'Espelt, va observar el paisatge de terrers cantelluts, on l'erosió sovint deixa cons esprimatxats, a manera d'agulles. Aquesta visió del terreny sembla tenir un fort paral·lelisme amb el terme spelt, usat per a anomenar diverses eines metàl·liques, totes de forma llargueruda o punxent i de figura comparable a un espigó. D'altra banda el terme Espelt ha estat usat segons el diccionari Aguiló com un sinònim de collita, en els segles XV i xvi, però amb tota seguretat es tracta d'una errada de còpia per splet. (esplet). Com a darrera possibilitat, si bé es tracta de la més improbable, cal citar la versió de Mn. Amadeu Amenós i Roca que afirma que en diverses escriptures en referir-se a aquest castell diuen "in castro in specil.lis col.locato" que vol dir castell alçat en el lloc dels mirallets, puix que "specil.lum" és el diminutiu de "speculum" que vol dir mirall. El que no podem apreciar és el perquè de l'aplicació d'aquest nom ni la referència documental esmentada, si bé els vocables espills o miralles, considerats segons Balari com talaies i torres de guaita, apareixen associats als de guàrdies i guardioles, edificis destinats a la protecció pública i a la vigilància dels camins principals.

## Història

### Edat Antiga

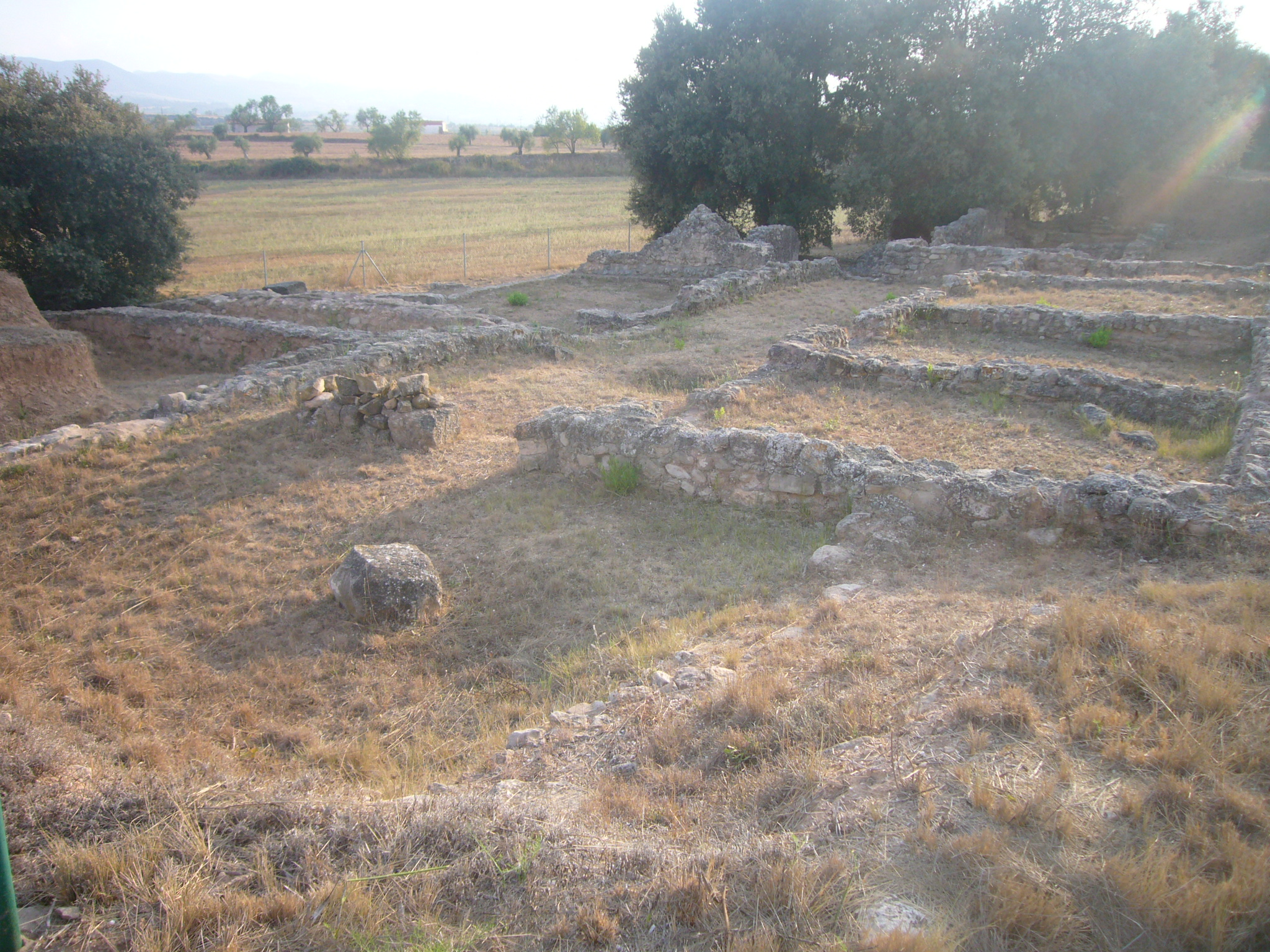
La Vil·la romana de l'Espelt.

La Vil·la romana de l'Espelt és un jaciment arqueològic situat enmig de camps de conreu, prop del poble de l'Espelt. Va ser habitada en època romana des dels segles II-I aC fins al primer terç del segle V dC, en etapes de d'activitat desigual. Va ser construïda en un lloc assolellat i dominant, prop d'un corrent d'aigua i d'una via de comunicació que permetia donar sortida a la producció excedent. En època medieval sembla que va tornar a ser ocupada. Ha estat declarada Bé Cultural d'Interès Nacional.

### Edat mitjana
De l'Edat Mitjana se'n destaca principalment el seu castell, construit l'any 996. En aquesta data surt esmentat en un document atorgat pels comtes de Barcelona, en el qual Ramon Borrell i la seva muller, Ermessenda, promulgen una sentència favorable a Sisensa pels castells d'Òdena, Speuto i Serraïna que li havia llegat el seu marit Guifré, possessions que reclamava Bonfill, fill de Sendred.
El 1040 aquesta fortalesa fou donada per Sesnanda, senyora del castell de Guardiola, a la Seu de Vic. Malgrat això, la família Cervera prengué per la força la potestat d'aquest castell, tal com ho demostra un document datat el 1200, en el qual Ramon de Cervera restitueix aquesta possessió a l'església de Vic en mà del seu ardiaca Bernat d'Aguiló i del bisbe Guillem de Tavertet. Amb tot, el bisbe de Vic i l'ardiaca Bernat donen en condició de feudatari seu aquest castell a Ramon de Cervera, amb el benentès que a la seva mort la possessió retornarà a la seu vigatana. El 1213 Ramon de Cervera reté homenatge de fidelitat a l'esmentada seu de Vic. El 1227 el mateix Ramon de Cervera defineix el terme del castell i vila de l'Espelt.

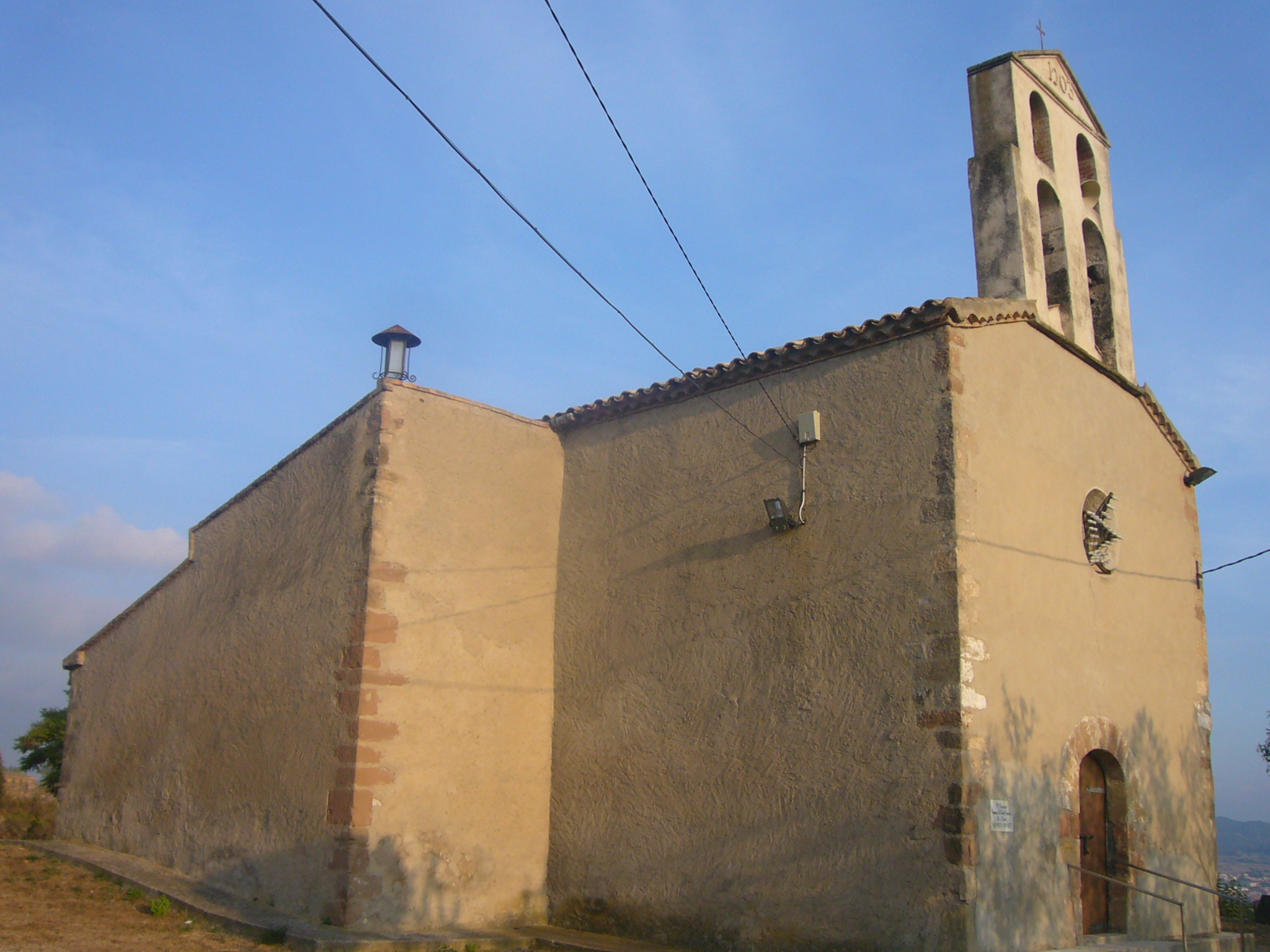
L'església de Santa Magdalena de l'Espelt.

L'any 1236 el bisbe vigatà Bernat Calbó hagué d'intervenir com a mitjancer de les disputes entre Dalmau, ardiaca de Vic, i Ramon Guillem II d'Òdena sobre la potestat d'aquest castell. Dictada la sentència l'ardiaca podia disposar de la fortalesa de l'Espelt com vulgués, amb el benentés que ni Guillem d'Òdena ni cap home de la seva guarnició farien cap acció contra l'Espelt. Aquest mateix any Berenguer de Castellolí, juntament amb la seva mare Arsenda i la seva germana Saura, defineixen el castell de l'Espelt a l'església de Vic.
El 1279 el bisbe de Vic, Ramon d'Anglesola, nomenà Maimó de Castellolí administrador del castell de l'Espelt. El 1318 passà a dependre de la jurisdicció reial. El 1321 l'infant Alfons prometé no separar mai l'Espelt del domini del rei, però el 1323 el cedí al vescomte de Cardona, Ramon Folc VII. El 1326 el vescomte el donà en emfiteusi a Bernat de Castellolí. El 1334 Hug I de Cardona feu una concessió perpètua d'aquest contracte emfitèutic als Castellolí.
La fortalesa de l'Espelt pertanyia encara al duc de Cardona al segle xvii.

### Edat Moderna
D'ençà l'arribada al poder de Felip V al tron després de la Guerra de Successió Espanyola va ser integrat al Corregiment de Vilafranca, juntament amb la desapareguda Sotsvegueria d'Igualada. Les confiscacions de les possessions nobiliàries i llur incorporació al reial patrimoni decretades per Felip V, no afectà pas als Cardona-Medinaceli, perquè havien romàs fidels a la Casa de Borbó. L'Espelt, que durant el segle XVII restava dins la casa dels Cardona, el trobem durant el segle xviii a mans del comte de Perelada i, per tant, s'inclou dins les confiscacions filipistes. Més tard, en temps de Carles III totes les possessions annexionades ara al poder reial, retornaran als seus legítims senyors. És en aquest 1716 conflictiu que l'Espelt té 49 habitants i el 1787 únicament 18, dels quals 4 eren llauradors-propietaris, i 3 eren jornalers sense terres. La disminució d'habitants era causada per la forta atracció que provocaven les indústries draperes d'Igualada, Carme, La Pobla de Claramunt i Capellades.

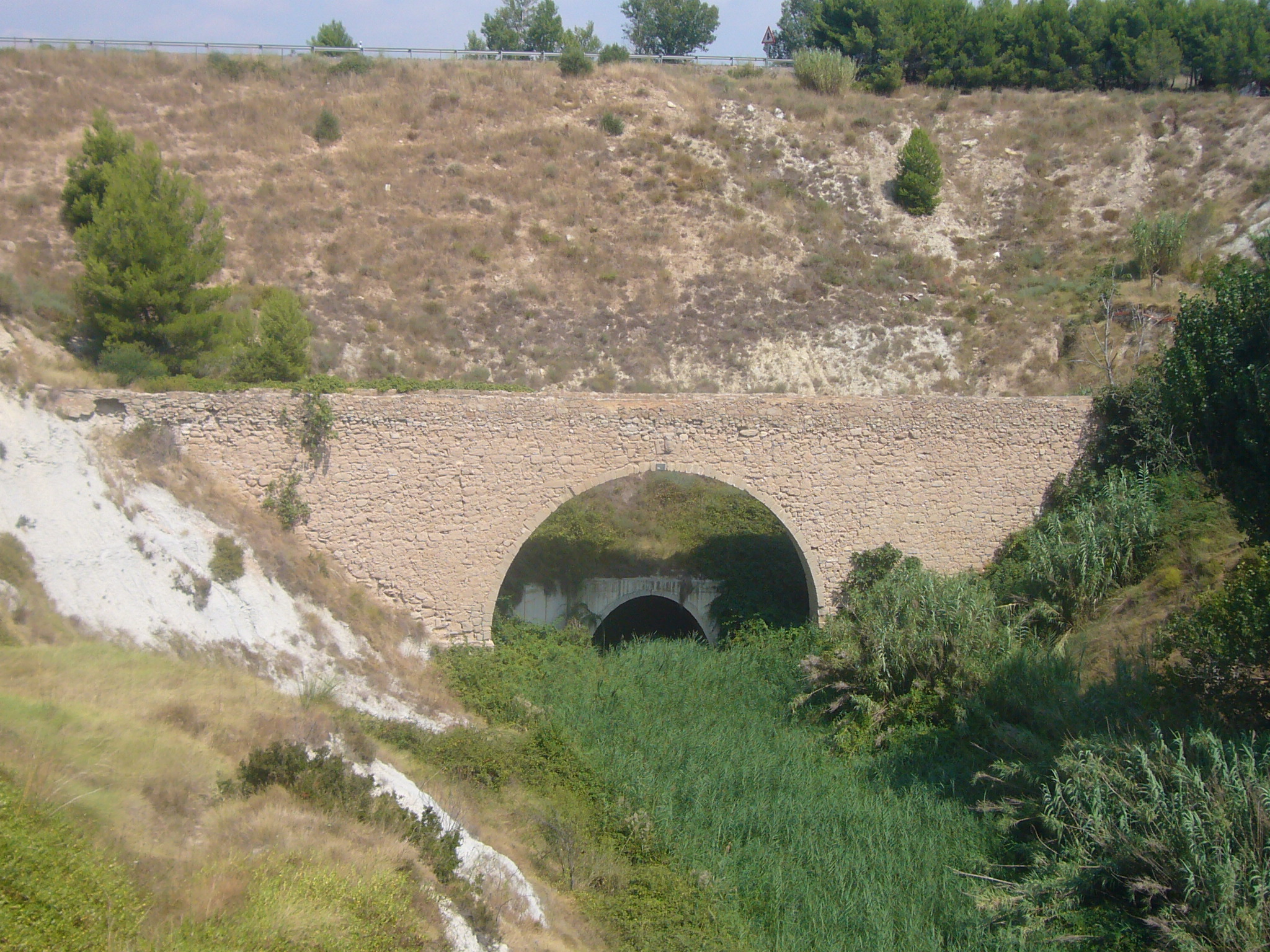
L'Aqüeducte de l'Espelt.

Al voltant de l'any 1830, quan únicament té 20 habitants, perd la seva independència civil, i s'agrega al municipi d'Òdena. Pel que fa a l'àmbit eclesiàstic l'església de l'Espelt encara resta sotmesa a la parròquia odenenca de la qual no es desvincularà definitivament fins a finals d'aquesta mateixa centúria.

## Demografia
La població de l'Espelt ha anat variant al llarg del temps, essent aquesta la variació:
| 1497 f | 1515 f | 1553 f | 1717 | 1787 | 1857 | 1877 | 1887 | 1900 | 1910 |
| ------ | ------ | ------ | ---- | ---- | ---- | ---- | ---- | ---- | ---- |
| 6      | 7      | 8      | 49   | -    | -    | -    | -    | -    | -    |

| 1996 | 1998 | 2000 | 2002 | 2004 | 2006 | 2008 | 2010 | 2012 | 2014 |
| ---- | ---- | ---- | ---- | ---- | ---- | ---- | ---- | ---- | ---- |
| -    | -    | 176  | 204  | 211  | 266  | 288  | 319  | 328  | 325  |

| 2016 | 2018 | 2020 | 2022 | 2024 | 2026 | 2028 | 2030 | 2032 | 2034 |
| ---- | ---- | ---- | ---- | ---- | ---- | ---- | ---- | ---- | ---- |
| 318  | 318  | 313  | -    | -    | -    | -    | -    | -    | -    |